# Hospital de Nuestra Señora de los Dolores (Arrecife)
El Hospital de Nuestra Señora de los Dolores (también conocido como Hospital de Dolores) fue un hospital ubicado en Arrecife, en la isla de Lanzarote (España). Fue una de las primeras instalaciones sanitarias de la isla y tuvo una presencia estable durante décadas antes de la creación de centros más modernos como el Hospital Insular.

## Historia

### Antecedentes
A principios del siglo XIX, la isla contaba con un médico y nueve barberos sangradores. El pequeño Hospital del Espíritu Santo, ubicado en Teguise, fue clausurado en el primer tercio de siglo. En la actual Isla del Francés, en Arrecife, se habilitó un lazareto pero también desapareció a mitad de siglo. El número de facultativos era escaso ya que estaban acreditados simultáneamente en toda la isla de media no más de dos plazas de médico a lo largo del siglo XIX.  
En 1857, Lanzarote disponía únicamente de un pequeño hospital, privado, fundado por la Sociedad del Liceo del Puerto del Arrecife y bautizado como hospital de San Rafael, que estaba situado en una casa particular. Este hospital no continuó su actividad asistencial, y el diputado Elias Martinón solicitó la creación de un nuevo hospital civil en Arrecife (en la Diputación Provincial el día 19 de marzo de 1869).
En 1887 la Diputación Provincial aprobó finalmente, a instancias del diputado José Pineda Morales, su creación con la categoría de "hijuela"  y con la condición de instalar en el mismo local una casa de niños expósitos. La Diputación dispuso de 4.500 pesetas de su presupuesto y 1.000 pesetas más para la casa de expósitos. El hospital se denominó Hospital de Nuestra Señora de los Dolores.
El sacerdote de la iglesia de San Ginés, Manuel Miranda Naranjo, que llegó a Arrecife desde Fuerteventura en 1873, fue el gran impulsor de la apertura del hospital, gracias a su iniciativa y gestiones tanto con vecinos, los ayuntamientos y la Diputación Provincial.

### Un nuevo hospital en Lanzarote
Considerado como Hospital Insular, a él podían acudir los enfermos pobres de todo Lanzarote. Es por ello que se fijó una cuota a los ayuntamientos de la isla. Se creó inicialmente para su administración, una Junta Benéfica de Señoras. 
Fue inaugurado el 20 de junio de 1887, en la casa de Justo Cabrera Cabrera, conocida por el sitio de Cabrerón o también conocido como Casa Cabrerón. El edificio, con un patio central y dos pisos de altura, dedicó su segunda planta para los enfermos psiquiátricos. 
El alcalde de la ciudad ofreció también a Manuel Miranda un local para que instalara en él la Cuna Expósito.
En 1902, las Siervas de María se hacen cargo del hospital, así como la enseñanza de los niños expósitos. 

### Segunda sede
En  julio de 1902 se trasladó todo el material del hospital y de la Cuna de Expósitos al nuevo hospital creado en la Plaza de Las Palmas de Arrecife, que sería gestionado por las Siervas de María.
En 1913 las Siervas de María se marcharon de la isla y fueron sustituidas en 1915 por la Congregación de Amantes de Jesús e Hijas de María Inmaculada, conformada por cuatro religiosas. El Cabildo Insular pasó a administrar el Hospital de Dolores en 1913 y ya que entonces comenzaba a ser pequeño para las necesidades de la isla se planteó comprar terrenos para su ampliación.
En 1916 fue nombrado director del hospital el médico lanzaroteño José Molina Orosa, sustituyendo al director de entonces, Francisco Hernández Arata, puesto en el que se mantendría durante casi 50 años hasta el cierre definitivo del hospital. En 1931 finalmente se compró un solar colindante para realizar la ampliación. Las obras finalizaron en 1932, entrando en servicio inmediatamente como centro benéfico.
Fue sustituido como hospital, tras la inauguración el 28 de octubre de 1950 del Hospital Insular. y posteriormente la Casa del Mar Nuestra Señora del Carmen, situada en Valterra (Arrecife), perteneciente al Instituto Social de la Marina.

## Actualidad
El edificio primitivo de 1887 sigue en pie. Durante la guerra civil española sirvió como cuartel, además de ser usado como escuela y residencia. Tras ser abandonado durante años, ocupado y servir como vertedero, fue deteriorándose, hasta que en 2023 fue comprado por el Cabildo Insular por 666.000 euros con un uso aún por definir.
El edificio donde estuvo situado en su segunda etapa, cerca de la plaza de la iglesia de Arrecife (Plaza de Las Palmas), acoge actualmente las oficinas de Urbanismo y la Oficina Técnica Municipal, y en las últimas décadas del siglo XX fue la sede de la Oficina del Piot del Cabildo de Lanzarote y la sede inicial del Consorcio del Agua de Lanzarote.